# Biblia lowańska (1550)

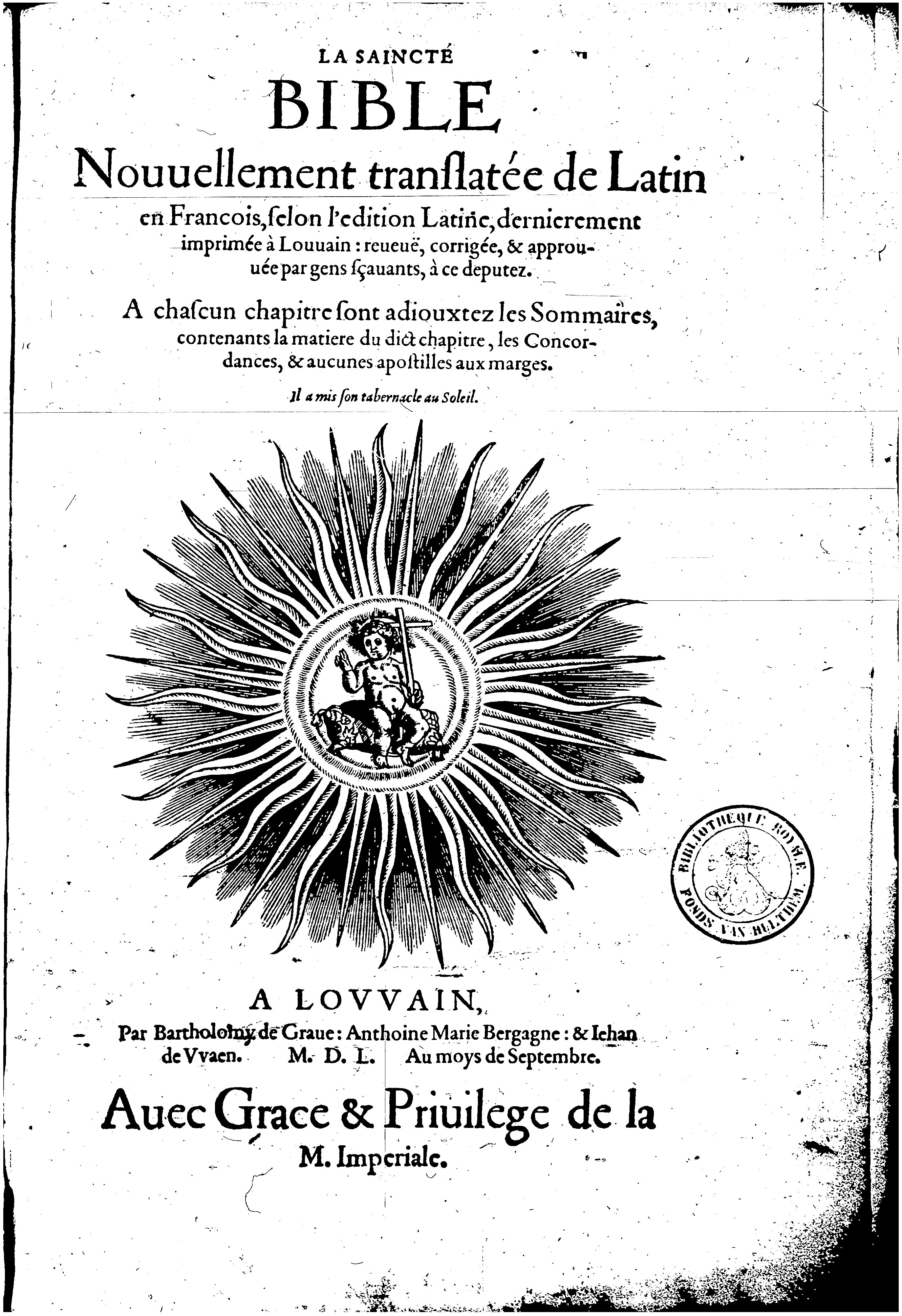
Bible de Louvain 1550

Biblia lowańska – pierwszy katolicki przekład Biblii na język francuski wydany w 1550 roku w Louvain. Przekład dokonany został z Wulgaty lowańskiej.
Karol V Habsburg zażądał, by przetłumaczono Biblię na język francuski oraz holenderski. Najpierw Nicolaas van Winghe dokonał przekładu na holenderski, wydany w 1548 roku, następnie Nicolas de Leuze dokonał  u drukarza. Celem przekładu było powstrzymanie reformacji. Pierwszy francuski przekład Biblii w duchu reformacji  został opublikowany w roku 1530 przez Jacquesa Lefèvre’a d’Étaplesa.
Nicolas de Leuze wykorzystał tekst Wulgaty lowańskiej, przygotowanej przez Jana Henteniusa i wydanej w Louvain w 1547 roku.
Przekład odniósł sukces, doczekał się 200 wydań. W 1578 roku ukazało się zrewidowane wydanie.